# Вільгельм Кеттлер
Вільге́льм фон Ке́ттлер (нім. Wilhelm von Kettler; 20 липня 1574 — 7 квітня 1640) — герцог Курляндії (1595–1616). Представник німецької династії Кеттлерів. Другий син Готтгарда Кеттлера. Народився в Мітаві, Семигалія. Випускник Ростоцького університету. Помер у Куклові, Померанія.

## Біографія
Вільгельм Кеттлер народився 20 липня 1574 року в Мітаві, в Семигалії, в родині Готтгарда фон Кеттлера, першого герцога Курляндії і Семигалії, та його дружини Анни Мекленбург-Гюстровської. Він був другим сином подружжя. На початку 1590-х років хлопець навчався в Ростоцькому університеті.
За батьковим заповітом від 20 травня 1587 року, Вільгельм мусив отримати у 20 років спадок — західну частину герцогства, Курляндію з центром у замку Гольдінген. Але до набуття ним повноліття цією частиною керував його старший брат Фрідріх, що успадкував титул герцога та головував на території усієї Курляндії і Семигалії. 
Після досягнення Вільгельмом повноліття в 1594 році, відповідно до батькової волі, брати уклали 23 травня 1595 року договір про поділ повноважень у герцогстві Курляндії і Семигалії. Згідно з договором старший Фрідріх отримував Семигалію з Мітавою, а молодший Вільгельм — Курляндію з Гольдінгеном. Перший став іменуватися герцогом Семигалії, а другий — герцогом Курляндії. За умовами договору створювалися окремі курляндський і семигальські суди, господарські адміністрації та низова судова ланка. Проте герцогство лишалося як єдине політичне ціле, в якому брати були співправителями. Зокрема, збори курлянської і семигальської шляхти мусили проходити спільно в єдиному Ландтазі. Верховний суд так само залишалася спільною інститцією Курляндії та Семигалії. Вільгельм склав присягу на вірність королю Речі Посполитої Сигізмунду ІІІ Вазі й став його васалом.
У 1605—1607 роках Вільгельм подорожував закордоном. Після повернення до Курляндії він звернувся до прусського герцога Альберта-Фрідріха видати за нього його доньку Софією фон Гоггенцоллерн. Весілля відбулося 22 жовтня 1609 року в прусській столиці Кенігсберзі, після чого молодята переїхали до Гольдінгену. За рік Софія народила сина Якова, але після того померла за декілька тижнів, 24 жовтня 1610 року. Герцог був сильно вражений втратою дружини і відтоді ніколи не одружувався вдруге.
Вільгельм брав участь у польсько-шведській війні 1600—1629 років на боці Речі Посполитої. Зокрема, воював зі шведами, що намагалися захопити Ригу, найбільше місто Лівонського герцогства.
У своїх володіннях Вільгельм проводив централізацію управління, що призвело до конфлікту із курялндською шляхтою. 10 серпня 1615 року він убив лідерів шляхетської опозиції — братів Магнуса й Гергарда Нольде. 1616 року, за згодою польського короля Сигізмунда ІІІ Вази, Ландтаг Курляндії і Семигалії офіційно позбавив Вільгельма права на престол. Екс-герцог був змушений тікати закородон, до родичів, де намагвся знайти підтримку, щоб повернути собі владу. 1628 року вигнанець отримав політичний притулок в Кукловському замку, в померанського герцога Богуслава XIV. 1632 року, після смерті Сигізмунда ІІІ, Ландатаг повернув Вільгельму титул курляндського герцога, за умови, що він ніколи не повернеться до Курляндії. Дотримання цієї умови гарантувало його синові Якову право стати наступним герцога і реальним правителем Курляндії і Семигалії.
Вільгельм Кеттлер помер 7 квітня 1640 року в Куклові, в Померанії, у віці 65-років.

## Родина
Дружина — Софія фон Гогенцоллерн (1582–1610), донька герцога Прусського Альбрехта-Фрідріха
Діти:
- Яків Кеттлер (1610—1682) — герцог  Курляндії і Семигалії, одружений із Луїзою-Шарлоттою Бранденбурзькою (1617—1676).

## Титули
- 1616, січень

Божою милістю, ми, Вільгельм, герцог Курляднії і Семигалії в Лівонії.
Von Gottes Gnaden, Wir Wilhelm, in Liefland zu Churlandt und Semgallen Hertzog.